# Боніфацій (герцог Ельзасу)
Боніфацій (лат. Bonifacius; д/н — бл. 667/673) — 2-й герцог Ельзасу в 656—667 роках.

## Життєпис
За однією з версій походив з франкської знаті — вважається родичем мажордома Вульфоальда або ельзаського герцога Гундоїна. За більш сучасною версією був представником австразійської гілки баварського роду Агілольфінгів. Низка дослідників намагається поєднати ці теорії: можливо, по батьківській лінії був Агілольфінгом, а по материнській — онуком Гундоїна від його доньки. Власне франкське (баварське) ім'я невідоме. Можливо змінив на латинське ім'я Боніфацій під впливом якихось обставин.
Після смерті Гундоїна, що настала близько 656 року, став герцогом Ельзасу. Підтримав Вульфоальда у боротьбі з Ґрімоальдом Старшим. Протягом усього життя був вірним прихильником Вульфоальда.
Боніфацію довелося придушити повстання в Зонергау. В подальшому забезпечував захист кордонів Австразії. Значну увагу приділяв християнізації алеманів та підтримці монастирів та церков. Між 660 та 662 роками став разом з Хродааром (Ротарієм), єпископом Страсбургу, фундатором Мюнстерського абатства Св. Григорія в Ельзасі. 661 року стає одним з перших покровителів Вайсенбурзького абатства.
Також Боніфацій опікувався зміцненням і прокладанням шляхів через Вогези, в напрямку до Ремірмону, для посилення сполучення між Австразією та Ельзасом.
Остання згадка про Боніфація відноситься до 664 або 666 року, коли став одним з підписантів дарчої хартії короля Хільдеріка II Шпеєрському собору. Помер Боніфацій близько 667 року. Йому спадкував Адальріх.

## Родина
- Гундебальд
- Теодальд